# Charles de Rosmadec
Charles de Rosmadec, né à Saint-Jouan-de-l'Isle le 22 septembre 1618, et mort à Bourbon-l'Archambault, le 12 juillet 1672, est un prélat français, évêque de Vannes puis archevêque de Tours.

## Origine
Charles de Rosmadec est le troisième fils de Mathurin Ier de Rosmadec (né en 1580 - inhumé le 18 avril 1644), baron de Gaël, châtelain de Comper le 13 février 1626, et qui était déjà seigneur de du Rox, de Saint-Jouan, du Plessis-Josso, de la Chapelle, du Clyo, de Quédillac, d'Iffifau, de Brandeceux, des Fontenelles et chevalier de l'ordre du roi, et de Jeanne de Trogoff (morte le 29 septembre 1638 au château de Comper), dame des Fontenelles, fille de Pierre et de Gillette d'Auvaugour.

## Homme d'Église
Charles de Rosmadec fut baptisé le 18 octobre 1620 à Saint-Jouan-de-l'Isle. Cadet destiné à l'Église, il étudie la philosophie au collège de Navarre et pendant quatre années la théologie à la Sorbonne et obtient finalement une licence en droit canon de l'université de Paris. Il devient abbé commendataire de l'abbaye Notre-Dame du Tronchet en 1640, continuant l'œuvre de réforme de ce monastère. Il appela au Tronchet les pères de la congrégation de Saint-Maur pour y remplacer ceux de la Société de Bretagne
En sa qualité d'abbé, il siège aux États de Bretagne en 1640, 1643 et 1645. Ordonné prêtre en 1646 il est nommé évêque de Vannes le 10 avril 1647 comme successeur de son cousin Sébastien de Rosmadec, et consacré le 11 octobre 1648. Il résigne l'abbaye du Tronchet pour prendre possession de son siège épiscopal. Il fut député de son ordre des États généraux de la Province à la Chambre des Comptes. Il préside l'ordre de l'Église aux États de Bretagne qui se tiennent à Vannes, les 15 juin 1649 et 3 octobre 1667. Il assiste comme évêque de Vannes, en compagnie de l'évêque de Saint-Malo, Ferdinand de Neufville de Villeroy, Anthyme-Denis Cohon, évêque de Dol, dans la consécration épiscopale de François de Visdelou, nommé coadjuteur de Quimper avec le titre in partibus de Madaure, le 7 mai 1651. Il est pourvu en commende de l'abbaye Notre-Dame de Paimpont en 1656.
Le 28 janvier 1671, il est nommé archevêque de Tours, il est reçu solennellement dans sa cathédrale en janvier 1672. Mais sa santé était mauvaise et il voulut prendre les eaux à Bourbon-l'Archambault, il y a passa quelques semaines et y mourut le 12 juillet 1672. Sa dépouille fut ramenée à Tours et inhumée à Saint-Gatien.

## Armoiries
« Pallé d'argent et d'azur de six pièces »